# 密花美登木
密花美登木（学名：Maytenus confertiflorus）是卫矛科美登木属的植物，是中国的特有植物。分布于中国大陆的广西等地，多生在石灰岩山丛林中，目前尚未由人工引种栽培。
其种加词“confertiflorus”意为“密花的”。
现接受名为密花美登木（Gymnosporia confertiflora (J.Y.Luo & X.X.Chen) M.P.Simmons, 2012）。